# Coliiformes
De Coliiformes zijn een orde van vogels. Deze orde telt 1 familie, 2 geslachten en 6 soorten.

## Taxonomie
- Familie Coliidae
  - Geslacht Colius - Brisson, 1760
    - Colius castanotus
    - Colius colius
    - Colius leucocephalus
    - Colius striatus

  - Geslacht Urocolius - Bonaparte, 1854
    - Urocolius indicus
    - Urocolius macrourus

## Evolutie
De Coliiformes behoren binnen de Neoaves tot de Afroaves, een clade die samen met de Australaves de zogenoemde "landvogels" (Telluraves) vormt. De muisvogels vormen de eerste aftakking binnen de Coraciimorphae, die verder de koerols, trogons, spechtvogels, neushoornvogelachtigen en scharrelaarvogels omvat
Tegenwoordig omvat de Coliiformes slechts één familie, maar in het Paleogeen kwam een grote diversiteit aan muisvogels voor in Noord-Amerika en Europa. Tsidiiyazhi uit het Vroeg-Paleoceen is de oudst bekende muisvogel. Dit dier leefde ongeveer 62,5 miljoen jaar geleden, waarmee het bovendien de oudst bekende zekere Neoaves is. Tsidiiyazhi behoort tot de familie Sandcoleidae.
Accipitriformes (roofvogels en gieren, exclusief valken) · Aegotheliformes (dwergnachtzwaluwen) · Anseriformes (eendachtigen) · Apodiformes (gierzwaluwen en kolibries) · Apterygiformes (kiwi's) · Bucerotiformes (neushoornvogels) · Caprimulgiformes (nachtzwaluwen) · Cariamiformes (seriema's) · Casuariiformes (kasuarissen en emoe) · Charadriiformes (steltloperachtigen) · Ciconiiformes (ooievaarachtigen) · Coliiformes (muisvogels) · Columbiformes (duiven) · Coraciiformes (scharrelaars) · Cuculiformes (koekoekachtigen) · Eurypygiformes (kagoe en zonneral) · Falconiformes (valken en caracara’s) · Galliformes (hoenderachtigen) · Gaviiformes (duikers) · Gruiformes (kraanvogelachtigen) · Leptosomiformes (koerol) · Mesitornithiformes (steltrallen) · Musophagiformes (toerako's) · Nyctibiiformes (reuzennachtzwaluwen) · Opisthocomiformes (hoatzin) · Otidiformes (trappen) · Passeriformes (zangvogels) · Pelecaniformes (pelikanen, reigerachtigen, ibissen en lepelaars) · Phaethontiformes (keerkringvogels) · Phoenicopteriformes (flamingo's) · Piciformes (spechtachtigen) · Podargiformes (kikkerbekken) · Podicipediformes (futen) · Procellariiformes (buissnaveligen) · Psittaciformes (papegaaiachtigen) · Pterocliformes (zandhoenders) · Rheiformes (nandoes) · Sphenisciformes (pinguïns) · Steatornithiformes (vetvogel) · Strigiformes (uilen) · Struthioniformes (loopvogels o.a. struisvogel) · Suliformes (slangenhalsvogels, fregatvogels, aalscholvers en janvangenten) · Tinamiformes (stuithoenders) · Trogoniformes (trogons)

 Portaal Vogels · Indeling van de vogels